# Exochus nigrifaciatus
Exochus nigrifaciatus là một loài tò vò trong họ Ichneumonidae.